# Cleonae
Kleonai (Grieks: Κλεωναί, Latijn: Cleonae) was een oud-Griekse polis in het noorden van de Peloponnesos, gelegen op een tiental kilometers zuidwestelijk van Korinthe, niet ver van de huidige dorpen Kontostavlos en Agios Vasilios.
De stad was niet erg groot en speelde ook geen belangrijke rol in de politieke geschiedenis van Griekenland. Toch moet ze al in de prehistorie bewoond zijn geweest, want Homerus (Ilias II, vers 570) vermeldt het als ἐϋκτιμένας Κλεωνάς (d.i. het goed gebouwde Cleonae). De inwoners van Kleonai vereerden op bijzondere wijze de held Herakles, als dank voor het feit dat deze in de buurt had afgerekend met de Nemeïsche leeuw, die de streek teisterde. Kleonai oefende het bestuurlijke gezag uit over het nabijgelegen heiligdom van Nemea, totdat het rond 460 v.Chr. zijn autonomie verloor aan het machtig geworden Argos.
Er werden tot nog toe nooit systematische opgravingen verricht, al zijn de resten van een kleine Hellenistische tempel voor Herakles zichtbaar, en is de ligging bekend van enkele bouwwerken (bijvoorbeeld een theater en stadsmuren). Archeologische vondsten uit het gebied van Kleonai zijn momenteel tentoongesteld in het museum van Nemea.